# العلاقات الإسبانية الكويتية
العلاقات الكويتية الإسبانية، هي العلاقات الخارجية بين الكويت وإسبانيا. ويوجد للكويت سفارة في مدريد، ولإسبانيا سفارة في الكويت، العلاقات جيدة ومستقرة وتقوم على أسس الصداقة ما بين الطرفين، حيث كانت إسبانيا أحد الدول الخمسة والثلاثين الذين شاركوا في التحالف الدولي لتحرير الكويت عام 1991، كما تُعد العلاقات كذلك تجاريةّ من الدرجة الأولى حيث تم إنشاء المكتب الاقتصادي والتجاري لسفارة إسبانيا في الكويت في يوليو 2011 لتعزيز الوجود التجاري الإسباني في البلاد، بالتزامن مع تحسن كبير في أرقام الصادرات وتوقيع العقود من قبل العديد من الشركات الأسبانية.

## التاريخ
أنشأت العلاقات بعد استقلال الكويت عام 1961، وتبلورت رسمياً في 17 أبريل عام 1964 حيث افتتحت إسبانيا سفارتها لدى الكويت في أكتوبر من العام نفسه فيما افتتحت أول سفارة لدولة الكويت في مدريد عام 1972.
وما انفك الطرفان يتبادلان الزيارات الرفيعة على طريق إرساء العلاقات الثنائية وترسيخ التعاون في شتى المجالات كان أولها زيارة ملك إسبانيا خوان كارلوس وعقيلته الملكة صوفيا إلى الكويت في 25 أكتوبر 1980.
وصلت التجارة بين البلدين إلى مستوى قياسي في عام 2014، حيث تجاوزت الصادرات الإسبانية إلى الكويت 380 مليون يورو سنويًا لقطاعات متنوعة وبالأخص صناعة المنسوجات ومنتجات السيراميك والأجهزة الميكانيكية، ووصلت الواردات 111 مليون يورو سنوياً من نفط ومنتجات ثانوية. وبذلك أصبحت إسبانيا المزود الثاني والعشرون للكويت، ووقعت العديد من الشركات الإسبانية عقودًا في الكويت، وخاصة شركات البناء والهندسة، ومن الشركات التي وقعت مع الكويت: OHL (طريق جمال عبد الناصر)، INECO (إدارة مشروع توسعة مطار الكويت)، INDRA (نظام مراقبة الحركة الجوية والاتصالات في مطار الكويت) وأيضاً HERA (إزالة التلوث من الإنسكابات النفطية).
في عام 2015، وقعت شركتي Elecnor و TSK عقود مع معهد الكويت للأبحاث العلمية، لبناء وتنفيذ مشروع تجريبي إستراتيجي للطاقة المتجددة، بالإضافة إلى توقيع عقدين في قطاع البتروكيماويات.
يوجد للشركات التي في قطاع الموضة مثل: زارا، ماسيمو دوتي، أويشو، مانجو، وستراديفاريوس، وغيرها الكثير مخازن معفاة من الرسوم الجمركية في مطار الكويت.